# Etyka
Etyka (« l'éthique » en polonais) - une revue académique polonaise consacrée à la philosophie morale, publiée par l'Institut de Philosophie de l'Université de Varsovie. Elle existe depuis 1966, avec une pause entre 1990 et 1993. Etyka publie des articles dans le domaine de la théorie d’éthique, de l’éthique appliquée, de l'histoire de l'éthique, de l'histoire des idées éthiques, de la psychologie et sociologie de la moralité, de la didactique de l’éthique philosophique et des textes concernant des controverses morales actuelles.
Etyka publiait les articles de Tadeusz Kotarbiński, Maria Ossowska, Tadeusz Czeżowski, Ija Lazari-Pawłowska, Andrzej Grzegorczyk, Jacek Hołówka, Zbigniew Szawarski, Andrzej Szostek, Władysław Stróżewski, Stanisław Lem, Marian Przełęcki. "Etyka" était dirigée par Marek Fritzhand (1966-1967), Henryk Jankowski (1968-1992), Barbara Skarga (1993-2006). Depuis 2006, son rédacteur en chef c'est Paweł Łuków.